# Lee Sang-eun
Dans ce nom coréen, le nom de famille, Lee, précède le nom personnel.
Lee Sang-eun, née le 5 mars 1975 à Imsil, est une handballeuse internationale sud-coréenne évoluant au poste de demi-centre.
Avec l'équipe de Corée du Sud, elle participe aux Jeux olympiques de 1996, 2000 et 2004. Elle y remporte deux médailles d'argent (1996 et 2004). En 2004, elle est élue meilleure demi-centre du tournoi olympique.
En 1995, elle remporte le titre de championne du monde avec la Corée puis le bronze huit ans plus tard.
En club, elle a évolué en Europe, notamment au Danemark au Slagelse FH et au Tvis Holstebro puis en Espagne au SD Itxako,.

## Palmarès

### En sélection
- Jeux olympiques
  -  aux Jeux olympiques de 1996 à Atlanta,  États-Unis
  - 4e place aux Jeux olympiques de 2000 à Sydney,  Australie
  -  aux Jeux olympiques de 2004 à Athènes,  Grèce
- Championnat du monde
  -  Médaille d'or au Championnat du monde 1995,  Autriche /  Hongrie
  -  Médaille de bronze au Championnat du monde 2003,  Croatie
- Jeux asiatiques[2]
  -  Médaille d'or aux Jeux asiatiques 1994
  -  Médaille d'or aux Jeux asiatiques 1998

### En club
- Vainqueur de la Coupe de l'EHF (C3) en 2003 avec Slagelse FH[6]
  - Finaliste en 2008 avec Itxako-Navarra[7]

### Récompenses individuelles
- Élue meilleure demi-centre des Jeux olympiques d'Athènes en 2004
- Nommée à l'élection de la meilleure handballeuse mondiale de l'année en 2004